# Národní koalice
Národní koalice (finsky Kansallinen Kokoomus; švédsky Nationella Samlingspartiet; zkráceně KOK) je finská politická strana. Jedná se o středopravicový, liberálně konzervativní subjekt, který je v rámci Evropského parlamentu členem frakce Evropské lidové strany. Národní koalice vznikla v roce 1918 a jejím předsedou je od roku 2016 Petteri Orpo.

## Historie a charakteristika

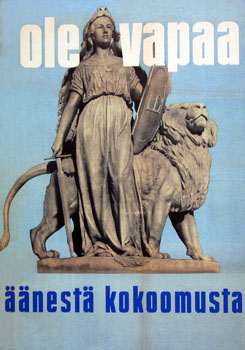
Volební plakát z roku 1948

Strana se po většinu meziválečného období podílela na vládě, po většinu poválečného období naopak zůstávala v opozici.
V současnosti je považována za stranu podnikatelů a velkých vlastníků půdy; její voliči se však rekrutují ve větší míře i z řad důchodců či úředníků. K hlavním prioritám Národní koalice patří důraz na rodinu a bezpečnost. Podobně jako většina hlavních politických stran zastává v ekonomických otázkách koncept sociálně tržní ekonomiky, ovšem s důrazem na individuální odpovědnost a prosazováním nízkých daní. V oblasti zahraniční politiky se staví silně proevropsky a Evropskou unii považuje za klíčového garanta bezpečnosti země.